# Macheros
Macheros är en ort i Mexiko, tillhörande kommunen Donato Guerra i sydvästra delen av delstaten Mexiko. Orten hade 315 invånare vid folkräkningen 2010.